# Chimarra dudosa
Chimarra dudosa är en nattsländeart som beskrevs av Roger J. Blahnik 1998. Chimarra dudosa ingår i släktet Chimarra och familjen stengömmenattsländor. Inga underarter finns listade i Catalogue of Life.